# 復興寺
復興寺位於重慶市沙坪壩區虎溪鎮復興寺村，文物遺址年代為明代，2009年12月15日列為第二批重慶市文物保護單位。